# Markus Landerer

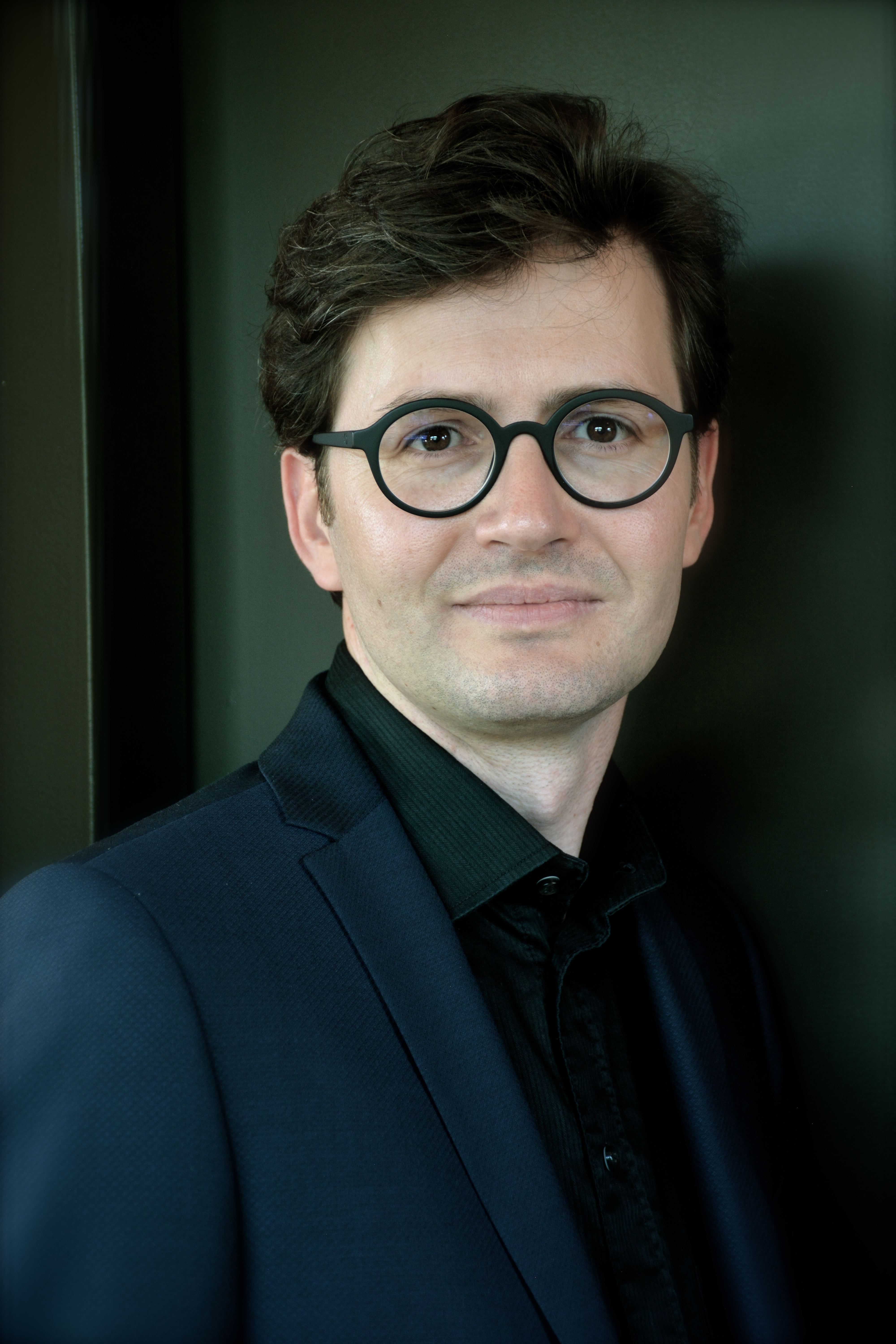
Markus Landerer (2017)

Markus Landerer (* 1976 in Morondava, Madagaskar) ist ein deutscher Dirigent sowie Domkapellmeister am Stephansdom in Wien.

## Leben und Wirken
Landerer absolvierte an der Musikhochschule München und der Musikhochschule Stuttgart Studien in Kirchenmusik, Chorleitung und Orchesterdirigieren (Orgel bei Harald Feller, Chorleitung bei Michael Gläser, Dirigieren bei Per Borin). Er besuchte auch Meisterkurse bei Frieder Bernius, Eric Ericson, Peter Gülke, Marco Letonja sowie Johannes Kalitzke.
Von 2002 bis 2006 war Landerer Kapellmeister am Dom St. Nikolaus in Feldkirch (Vorarlberg). Von 2004 an war er für vier Jahre Leiter des Chores der Bregenzer Festspiele. Seit 2007 wirkt er in Wien als Leiter der Dommusik St. Stephan.
Landerer dirigierte zahlreiche Orchester und Ensembles bei mehreren Opern sowie einem großen symphonischen Repertoire, darunter auch Uraufführungen.
Bis 2011 war Landerer zudem Professor für Chorleitung, Dirigieren und Gregorianik am Vorarlberger Landeskonservatorium.